# Liloan, Nam Leyte

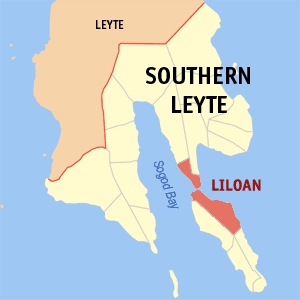
Bản đồ Southern Leyte với vị trí của Liloan

Liloan là một đô thị hạng 4 ở tỉnh Nam Leyte, Philippines. Liloan tọa lạc ở phía bắc của đảo Panaon được nối với đảo chính Leyte bằng cầu. Theo điều tra dân số năm 2000, đô thị này có dân số 19.838 người trong 4.135 hộ.

## Các đơn vị hành chính
Liloan được chia thành 24 barangay.
| - Amaga - Anilao - Bahay - Cagbungalon - Cali-an - Caligangan - Catig - Candayuman - Estela - Gud-an - Guintoylan - Himayangan - Ilag | - Magaupas - Malangsa - Pres. Quezon (Maugoc) - Molopolo - Pandan - Poblacion - President Roxas - San Isidro - San Roque - Tabugon - Fatima |